# Политика и държавно устройство на Сирия
Политиката на Сирийската арабска република е под формата на президентска система и към 2025 г. е в преходен период, под ръководството на преходно правителство. Седалището на правителството се намира в столицата Дамаск.
На 8 декември 2024 г. сирийските бунтовници постигат успех в своите офанзиви, довели до свалянето на президента Башар ал-Асад. Множество бивши държавни служители от неговия режим напускат страната, търсейки убежище в съседни държави. Доминиращата опозиционна групировка Хаят Тахрир ал-Шам възлага на премиера Мохамед ал-Башир от Сирийското правителство на спасението да ръководи служебното сирийско правителство.
На 29 януари 2025 г., по време на Конференцията за победа на Сирийската революция в Дамаск, Сирийското главнокомандване официално назначава Ахмед ал-Шараа за президент на Сирия за преходния период. Той вече е действал като фактически лидер след падането на режима на Асад.
На 13 март Ал-Шараа подписва временна конституция за петгодишен преходен период, установявайки ислямското право като основен източник на юриспруденция, като същевременно гарантира защитата на правата на всички етнически и религиозни групи в Сирия. По-късно, на 29 март, Ал-Шараа обявява създаването на преходно сирийско правителство по време на церемония в Президентския дворец в Дамаск, заменяйки предишното временно сирийско правителство, създадено след падането на режима на Асад.

## Предистория
Хафез ал-Асад взима властта през 1970 г. и след смъртта му през 2000 г. синът му Башар ал-Асад го наследява като президент. След идването му на власт възниква интерес за политически реформи. Активисти за правата на човека и други защитници на гражданското общество, както и някои парламентаристи, стават все по-гласовити през периода, наричан „Дамаска пролет“ (юли 2000 г. – февруари 2001 г.), който е смазан от правителството на Баас при претекст за национално единство и стабилност.
Хафез ал-Асад изгражда управлението си върху три стълба, сърцевината на които е партията Баас и свързаните с нея организации, които имат широко влияние върху обществото чрез своя монопол върху медиите и гражданския активизъм. Алавитските елити, които са лоялни към семейство Асад, формират друга мрежа за покровителство. Последният стълб е всеобхватният военен апарат, който се управлява от централното командване на Баас, състоящ се от сирийските арабски въоръжени сили, Мухабарат (сирийското разузнаване) и различни паравоенни формирования на Баас, всички от които се ръководят от висши партийни лидери, които отговарят директно на патриарха Асад.

### Необаасизъм
Платформата на Баас е обявена лаконично в лозунга на партията: „Единство, свобода и социализъм“. Партията е едновременно социалистическа – застъпваща се за държавна собственост върху средствата за промишленото производство и преразпределение на земеделска земя (на практика номинално социалистическата икономика на Сирия е ефективно смесена икономика, съставен от големи държавни предприятия и малки частни предприятия), и революционна – посветена на извършването на панарабската революция във всяка част от арабския свят. Основана от Мишел Афлак – сирийски християнин, Салах ал-Дин ал-Битар – сирийски сунит, и Заки ал-Арсузи – алавит, арабската социалистическа партия Баас, е разпусната през 1966 г. след сирийския държавен преврат от 1966 г., което води до създаването на едно доминирано от Ирак движение Баас и едно водено от Сирия движение Баас. Партията приема секуларизма и привлича поддръжници от всички вероизповедания в много арабски страни, особено Ирак, Йордания и Ливан. От август 1990 г. обаче тя тенденциозно намалява влиянието на социализма в идеите си, като набляга на панарабското единство.
На шест по-малки политически партии е позволено да функционират, като заедно с Баас съставят Националния прогресивен фронт (НПФ) – обединение на партии, което представлява единствената законова рамка за участие на гражданите в партийния живот. Бидейки създаден, за да бъде привидно многопартийна системата, НПФ е доминирана от Баас и не променя по същество еднопартийния характер на политическата система. Извънпартийните членове на Баас от НПФ съществуват като политически партии до голяма степен само по име, като се подчиняват стриктно на Баас и правителствената политика. През 2000 г. се появява информация, че правителството обмисля закон да разреши в НПФ да се включат нови партии, включително и забранени такива – тези промени не се случват. Въпреки това една такава партия (Сирийската социална националистическа партия) (СНСП) е узаконена през 2005 г.
Традиционно партиите в НПФ приемат арабската националистическата и номинално социалистическата идеология на правителството. Въпреки това СНСП е първата узаконена и приета партия в НПФ, която не е с нито социалистическа, нито с  арабско-националистическа ориентация. Това дава основание да се мисли, че по-широко идеологически перспективи могат да предоставят известна степен на толерантност в бъдеще, като обаче етнически базираните (кюрдски и асирийски) партии продължават да бъдат потискани. Строгата забрана на религиозните партии също продължава да е в сила.
Законът за извънредното положение в Сирия е в сила от 1963 г., когато партията Баас идва на власт, до 21 април 2011 г., когато е отменен от Башар ал-Асад (указ 161). Законът, оправдан с мотивите за продължаващата война с Израел и заплахите от терористите, суспендира повечето конституционни защити.

## Ситуацията към 2025 г.
На 8 декември 2024 г. режимът на Башар ал-Асад е свален след бърза офанзива, водена от коалиция на опозиционни сили, включително Хаят Тахрир ал-Шам и подкрепяната от Турция Сирийска национална армия. Тази офанзива започва със завземането на Халеб на 30 ноември и води до падането на Дамаск, след което Асад и семейството му бягат в Русия. След падането на режима опозиционните сили обявяват създаването на преходно правителство с цел възстановяване на управлението и стабилността в страната.
Към май 2025 г. Сирия се управлява от временния преходен президент Ахмад ал-Шараа, бивш опозиционен лидер, свързан с групата Хаят Тахрир ал-Шам. На 29 януари 2025 г. ал-Шараа е назначен за президент за 5-годишния преходен период.  През март той обявява съставянето на преходно правителство, което включва 23 министри от различни етнически и религиозни групи. В този нов кабинет длъжността на премиер е премахната, като ал-Шараа поема изпълнителната власт директно. Към май 2025 г. длъжността на вицепрезидент остава вакантна.
На 13 март 2025 г. ал-Шараа, подписва временна конституция, известна като „Конституционна декларация“, която ще бъде в сила за петгодишен преходен период. Основните характеристики на временната конституция са:
- Президентска република: Сирия остава президентска република, като длъжността на премиер е премахната, а изпълнителната власт е концентрирана в ръцете на президента.
- Планирани демократични избори: след изтичането на петгодишния преходен период се предвижда провеждането на демократични избори и приемането на постоянна конституция .
- Многоетническо и многорелигиозно представителство: Конституцията обещава защита на правата на всички етнически и религиозни групи в Сирия, включително гаранции за свобода на словото, права на жените и независимост на съдебната власт .
- Ислямско право: Ислямската юриспруденция е определена като основен източник на законодателството, а президентът трябва да бъде мюсюлманин .

Въпреки тези обещания някои групи, като Сирийският демократичен съвет, изразяват опасения, че конституцията не осигурява достатъчна защита за разнообразието на сирийското общество и може да концентрира прекомерна власт в ръцете на президента.
През февруари 2025 г. в Дамаск се провежда Национална конференция за диалог, организирана от временния президент Ахмад ал-Шараа. Събитието събира над 4000 участници от различни региони, етнически и религиозни групи, включително представители на гражданското общество, активисти и политически фигури. Конференцията се фокусира върху шест ключови теми: преходно правосъдие; конституционна реформа; реформиране и изграждане на държавните институции; лични свободи; роля на гражданското общество; икономически принципи. Целта е да се създаде ново политическо споразумение и да се постави началото на процес на преходно правосъдие, включително разследвания на военни престъпления. 
Значим е фактът, че кюрдските сили от Северна Сирия, включително Сирийските демократични сили, не участват в конференцията. Те не са поканени, освен ако не се съгласят да се разоръжат и да се присъединят към новото правителство. Това отсъствие подчертава оставащото напрежение между централната власт и автономните региони.
Два дни след конференцията в Дамаск в Ар-Ракка се провежда паралелна среща, организирана от Демократичната автономна администрация на Северна и Източна Сирия и Сирийските демократични сили. Това събитие събира около 200 участници и подчертава различията във визиите за бъдещето на Сирия.
Към май 2025 г. Сирия остава силно фрагментирана, като централното правителство в Дамаск, ръководено от временния президент Ахмад ал-Шараа, не контролира напълно територията на страната:
- Районите на североизток, включително провинциите Хасака, Ракка и части от Дейр ез-Зор, са под контрола на Сирийските демократични сили (СДС), доминирани от кюрдски сили. След падането на режима на Асад СДС разширяват влиянието си, но отношенията им с централното правителство остават напрегнати. Преговорите между двете страни са в застой, като СДС настояват за автономия и запазване на своите сили. Турция продължава да разглежда СДС като терористична организация и поддържа военно присъствие в региона.
- Турция и съюзните ѝ сили, включително Сирийската национална армия, контролират значителни части от Северна Сирия, включително градове като Азаз, Джараблус, Манбидж, Тал Абяд и Рас ал-Айн. Тези райони функционират като „безопасни зони“ под турска военна администрация, с местни съвети, подкрепяни от Анкара. Въпреки номиналната принадлежност към сирийската опозиция, на практика те действат като отделни протодържавни образувания.[18][19][20]
- В южната част на страната, особено в провинция Сувейда, се наблюдават протести срещу централната власт и напрежение между различни групи. В Идлиб и западните части на Сирия, включително Латакия и Тартус, продължават сблъсъци между правителствени сили и проасадски бунтовници. От март 2025 г. насам тези сблъсъци дводят до значителни жертви сред военни и цивилни.
- Въпреки загубата на териториален контрол Ислямска държава остава активна в Сирия, особено в провинциите Дейр ез-Зор, Хасака и Ракка. През 2025 г. групата извършва множество атаки срещу Сирийските демократични сили и други цели, включително засади, бомбени нападения и атаки срещу контролни пунктове. Присъствието на ИДИЛ в пустинните райони и опитите за освобождаване на задържани бойци представляват сериозна заплаха за стабилността на региона.

Тези факти подчертават сложната и нестабилна ситуация в Сирия, където различни вътрешни и външни актьори продължават да се борят за влияние и контрол.

## Управление на Сирия и разделение на властите

### Изпълнителна власт
Временната конституция на страната, приета на 13 март 2025 г. и валидна за пет години, установява президентска система, при която президентът държи изпълнителната власт и назначава министри, без министър-председател. Съгласно временната конституция вицепрезидентът е политическа длъжност в Сирия, назначавана от президента, който също така определя техните правомощия, освобождава ги от длъжност и приема техните оставки. Ако президентският пост се оваканти, вицепрезидентът поема отговорностите на президента.
Сирийското преходно правителство (на арабски: الحكومة الانتقالية السورية) е настоящото временно правителство на Сирия, сформирано на 29 март 2025 г. под ръководството на президента Ахмед ал-Шараа. То наследява временно сирийско правителство, оглавявано от Мохамед ал-Башир. Правителството е обявено от президента на Сирия ал-Шараа на церемония в Президентския дворец в Дамаск, където новите министри полагат клетва и произнасят речи, в които очертават дневния си ред. Сформирани са две нови министерства: Министерството на спорта и младежта и Министерството на извънредните ситуации и управлението на бедствията. Длъжността „министър-председател“ е премахната. Министерството на енергетиката е образувано от сливането на Министерството на електроенергетиката, Министерството на петрола и минералните ресурси и Министерството на водните ресурси.. Министерството на икономиката и промишлеността е образувано от сливането на Министерството на икономиката и външната търговия, Министерството на вътрешната търговия и защитата на потребителите и Министерството на промишлеността.
| Длъжност                                                       | изпълняващ длъжността      | Фракция                      | Фракция |
| -------------------------------------------------------------- | -------------------------- | ---------------------------- | ------- |
| Министър на вътрешните работи                                  | Анас Кхатаб                | Хаят Тахрир ал-Шам           |         |
| Министър на отбраната                                          | Мурхаф Абу Касра           | Хаят Тахрир ал-Шам           |         |
| Министър на външните работи и емигрантите                      | Асаад ал-Шайбани           | Хаят Тахрир ал-Шам           |         |
| Министър на правосъдието                                       | Мазхар ал-Вайс             | Хаят Тахрир ал-Шам           |         |
| Министър на даренията                                          | Мохамед Абу ал-Кхаир Шукри | Сирийска национална коалиция |         |
| Министър на висшето образование и научните изследвания         | Марван ал-Халаби           | Независим                    |         |
| Министър на социалните и трудовите въпроси                     | Хинд Кабават               | Независим                    |         |
| Министър на енергетиката                                       | Мохамед ал-Башир           | Хаят Тахрир ал-Шам           |         |
| Министър на финансите                                          | Мохамед Йиср Барниех       | Независим                    |         |
| Министър на икономиката и индустрията                          | Мохамад Нидал ал-Шаар      | Независим                    |         |
| Министър на здравоопазването                                   | Мусааб Назал ал-Али        | Независим                    |         |
| Министър на местната администрация и околната среда            | Мохамед Анжрани            | Хаят Тахрир ал-Шам           |         |
| Министър на извънредните ситуации и управлението на бедствията | Раед ал-Салех              | Независим                    |         |
| Министър на комуникациите и информационните технологии         | Абдул Салам Хайкал         | Независим                    |         |
| Министър на земеделието и аграрната реформа                    | Амжад Бадр                 | Независим                    |         |
| Министър на образованието                                      | Мохамед Абдул Рахман Турко | Независим                    |         |
| Министър на обществените работи и жилищното строителство       | Мустафа Абдул Разак        | Хаят Тахрир ал-Шам           |         |
| Министръ на културата                                          | Мохамед Ясин Салех         | Независим                    |         |
| Министръ на спорта и младежта                                  | Мохамед Самех Хамедх       | Хаят Тахрир ал-Шам           |         |
| Министър на туризма                                            | Мазен ал-Салхани           | Независим                    |         |
| Министър на админитративното развитие                          | Мохамад Скаф               | Хаят Тахрир ал-Шам           |         |
| Министър на транспорта                                         | Яаруб Бадер                | Независим                    |         |
| Министър на информацията                                       | Хамза ал-Мустафа           | Независим                    |         |

### Законодателна власт
През юли 2024 г. в Сирия се провеждат последните парламентарни избори под управлението на режима на Башар ал-Асад. На 15 юли 2024 г. са избрани 250 членове на Народния съвет, като управляващата партия Баас запазва мнозинството си с 185 места. Това са последните избори, проведени преди свалянето на режима през декември 2024 г.
След падането на режима на Асад на 8 декември 2024 г., новото временно ръководство на Сирия предприема стъпки за реорганизация на държавните институции. На 13 декември 2024 г. временното правителство обявява тримесечно спиране на дейността на парламента и конституцията. По-късно, на 29 януари 2025 г., по време на конференция в Дамаск, Народният съвет е официално разпуснат, а конституцията от 2012 г. е отменена. Тези действия са част от усилията за изграждане на нова институционална рамка за страната. Този преходен период е насочен към изграждане на нови институции и подготовка за демократични избори, които се очаква да се проведат след изтичането на петгодишния срок. Въпреки това процесът остава с предизвикателства с оглед на продължаващата нестабилност на страната и необходимостта от национално помирение.
На 13 март 2025 г. временният президент Ахмад ал-Шараа подписа временна конституция, известна като „Конституционна декларация“, която ще бъде в сила за петгодишен преходен период. Тази декларация предвижда създаването на Временен законодателен съвет, който ще функционира като временно законодателно тяло до приемането на постоянна конституция и провеждането на избори. Временната конституция също така установява президентска система на управление, при която изпълнителната власт е концентрирана в ръцете на президента, без позиция на премиер. Тя включва разпоредби за защита на свободата на изразяване и правата на жените, както и за разделение на властите.
Временният законодателен съвет е съставен от представители на различни политически сили, общности и граждански структури. Неговите основни функции са приемането на временни закони, ратифицирането на укази на преходния президент, одобряването на бюджета и политически споразумения. Той се състои от около 150 члена, включително представители на опозицията, независими общественици, представители на кюрди, сунити, алавити, християни, друзи и други малцинства. Съветът работи временно до провеждането на свободни парламентарни избори, планирани след 2026 г. Той е еднокамарен и се състои от членове, назначени по следния начин: 1/3 от членовете се назначават директно от президента Ахмад ал-Шараа, а 2/3 от членовете се избират от комитет, чийто състав също се определя от президента. Съветът има ограничени законодателни функции и действа като временно законодателно тяло до приемането на постоянна конституция и провеждането на избори.
Съставът на Временния законодателен съвет и процесът на неговото формиране са критикувани за липса на прозрачност и недостатъчна представителност на етническите и религиозните малцинства в Сирия.
Сред основните законодателни инициативи в процес са Законът за политическите партии, Законът за медиите и свободата на изразяване, новият избирателен закон и промените в наказателния и гражданския кодекс (вкл. премахване на дискриминационни разпоредби).
С подкрепата на ООН, ЕС и Арабската лига временната законодателна власт получава експертна помощ за създаване на правна рамка за избори; за изграждане на независима парламентарна администрация; за прозрачност и отчетност.
Основните пречки са три: законодателните процеси са бавни, поради липса на опит и консенсус между различните фракции. Североизточна Сирия (под кюрдска автономия) и северните райони под турско влияние не участват пълноценно във временната структура. Съществуват паралелни правни системи в различни части на страната.

### Съдебна власт
Съдебната власт в съвременна Сирия (към 2025 г.) преминава през реформаторски процес, който е част от по-широката политическа и институционална трансформация след падането на режима на Башар ал-Асад. Основните цели на съдебната реформа са: 
- Гарантиране на независимостта на съдебната власт: новата временна конституция от март 2025 г. предвижда отделянето на съдебната власт от изпълнителната, назначаването на съдии от независим Висш съдебен съвет, а не директно от президента, и защитата от политически натиск.
- Създаване на преходно правосъдие: създадени са специални комисии за разследване на военните престъпления и нарушенията на човешките права, за обработка на жалби за изчезнали лица, незаконни арести и изтезания, и за възстановяване на справедливост за жертвите от конфликта (2011–2024 г.).
- Отмяна на извънредните съдилища: преустановена е дейността на специалните антитерористични съдилища (използвани за репресии от предишния режим) и военните съдилища, които са съдели цивилни.
- Въвеждане на модерни закони: новите проектозакони в процес на обсъждане са Законът за независимостта на съдебната система, Законът за правата на задържаните и Законът за достъпа до правосъдие и безплатната правна помощ. Очаква се замяната на остарели баасистки закони с нови, съвместими с международното право.

Заедно с това са налице и институционални промени: реорганизация на Министерството на правосъдието (разделяне на изпълнителните и надзорните функции и назначаване на временен министър с подкрепата на международни мисии), участие на международни експерти (ООН, ЕС и Норвежкият център за мир (NOREF) подпомагат с обучение на съдии и прокурори; работи се за въвеждане на съдебен етичен кодекс).
Съдебната система се преструктурира с цел независимост на съдилищата и въвеждане на нови закони за граждански права, избори, партии и медии. Все още има правна несигурност в някои региони, особено в Северна Сирия.
Съдебните власти в Сирия включват Върховния конституционен съд, Висшия съдебен съвет, Касационния съд и съдилищата за държавна сигурност. Ислямската юриспруденция е основен източник на законодателство, а съдебната система на Сирия е имала елементи от османското, френското и ислямското право. Сирия има три нива на съдилища: съдилища от първа инстанция, апелативни съдилища и конституционен съд, най-висшият съд. Религиозните съдилища разглеждат въпроси, свързани с личното и семейното право.
Някои правозащитни организации и анализатори изразяват загриженост относно концентрацията на власт в изпълнителната власт:   Президентът на Сирия има правомощието да назначава всички седем съдии на Върховния конституционен съд, което поставя под въпрос независимостта на съдебната система.

## Участие на Сирия в международни организации
Сирия е член на Арабската банка за икономическо развитие в Африка, Арабския фонд за икономическо и социално развитие, Арабския валутен фонд, Съвета на арабското икономическо единство, Световната митническа организация, Икономическата и социална комисия за Западна Азия, Организацията по прехрана и земеделие, Групата на 24-те, Групата на 77, Международната агенция за атомна енергия, Международната банка за възстановяване и развитие, Международната организация за гражданска авиация, Международната търговска палата, Международната асоциация за развитие, Ислямската банка за развитие, Международния фонд за развитие на селското стопанство, Международната финансова корпорация, Международната организация на труда, Международния валутен фонд, Международната морска организация, INTELSAT, ИНТЕРПОЛ, Международния олимпийски комитет, Международната организация по стандартизация, Международния съюз по далекосъобщения, Международната федерация на Червения кръст и Червения полумесец, Движението на необвързаните държави, Организацията на арабските страни износителки на петрол, Организацията на Ислямско сътрудничество, Организацията на обединените нации, Комисията на ООН по правата на човека, Конференцията на ООН за търговия и развитие, Организацията на ООН за индустриално развитие, Агенцията на ООН за подпомагане и работа на палестинските бежанци в Близкия изток, Световния пощенски съюз, Световната федерация на профсъюзите, Световната здравна организация, Световната метеорологична организация и Световната организация по туризъм.
Сирийските дипломати за последно са били в Съвета за сигурност на ООН (като непостоянен член) през декември 2003 г.